# Zöld macskakígyó
A zöld macskakígyó (Boiga cyanea) a hüllők (Reptilia) osztályának pikkelyes hüllők (Squamata) rendjébe, ezen belül a siklófélék (Colubridae) családjába tartozó Délkelet-Ázsiában honos, fán lakó, hátsóméregfogas siklófaj.

## Előfordulása
Délkelet-Ázsiában honos, Északkelet-Indiától és Kína déli határvidékétől kezdve az egész Indokínai-félszigeten (Vietnám, Thaiföld, Laosz, Kambodzsa, Mianmar, Malajzia) megtalálható.

## Megjelenése

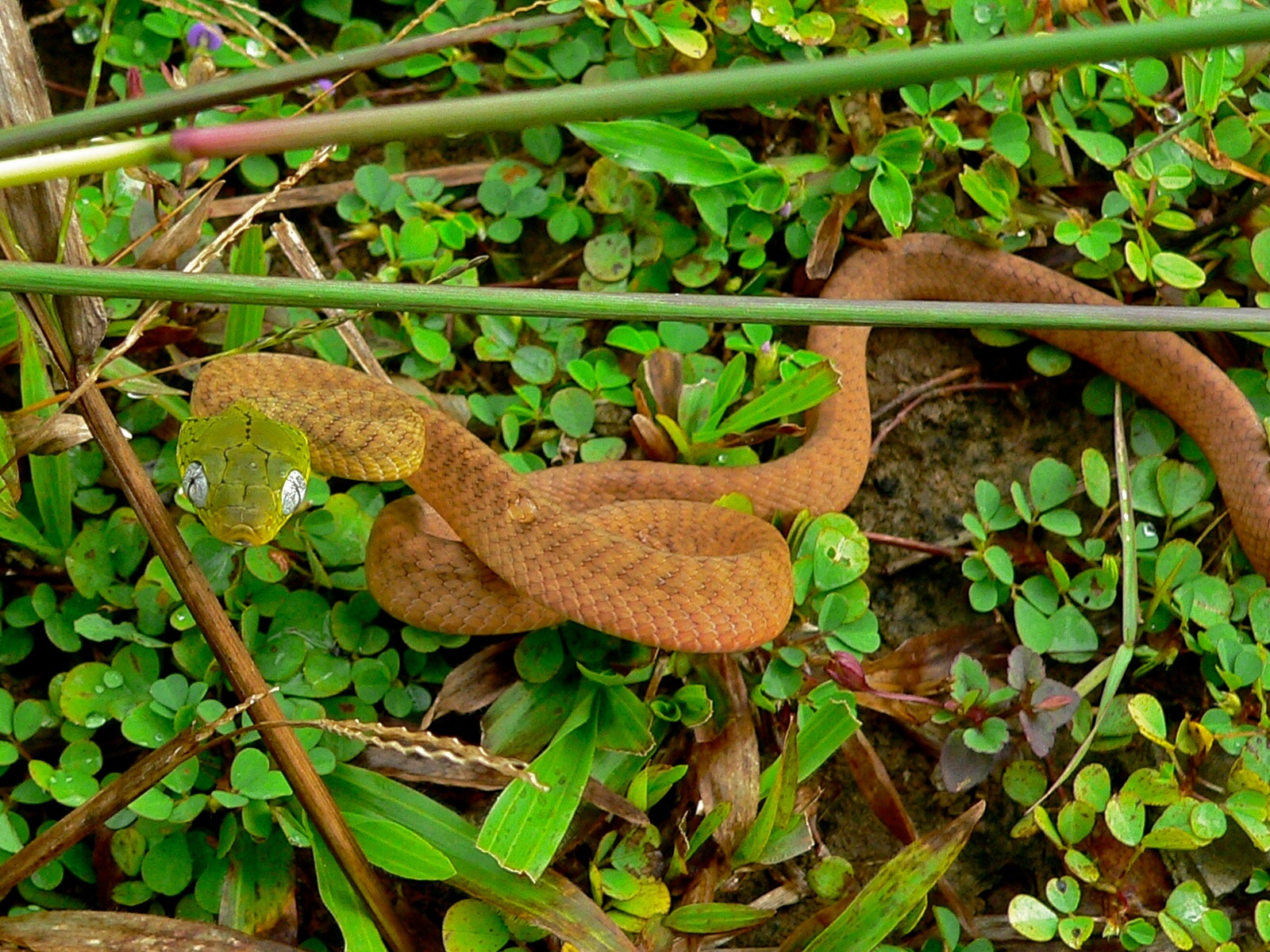
Fiatal, még vörösbarna macskakígyó

A zöld macskakígyó általában 100–115 cm hosszú; az eddig talált legnagyobb nőstény 187 cm-es, a legnagyobb hím pedig 177 cm-es volt. Teste karcsú, kissé lapított, farka vékony és hosszú. Széles, háromszögletű feje jól elkülönül keskeny nyakától. Orra lekerekített. Szürke szemei kimondottan nagyok, pupillájuk függőleges rés alakú.
Háti pikkelyei simák, hosszúkásak. Színe a hátán és az oldalán egyenletesen zöld, esetleg kékes- vagy szürkészöld. A pikkelyek közötti rész fekete, a feji pikkelyeit is fekete vonal szegélyezi. Felső ajka sárgás lehet, alsó állkapcsa égszínkék. Hasi pikkelyei nagyok, színe sárgászöld. A fiatal példányok feje zöld, de teste vörösbarna vagy okkersárga; csak 9-10 hónapos korukban zöldülnek ki teljesen.

## Életmódja

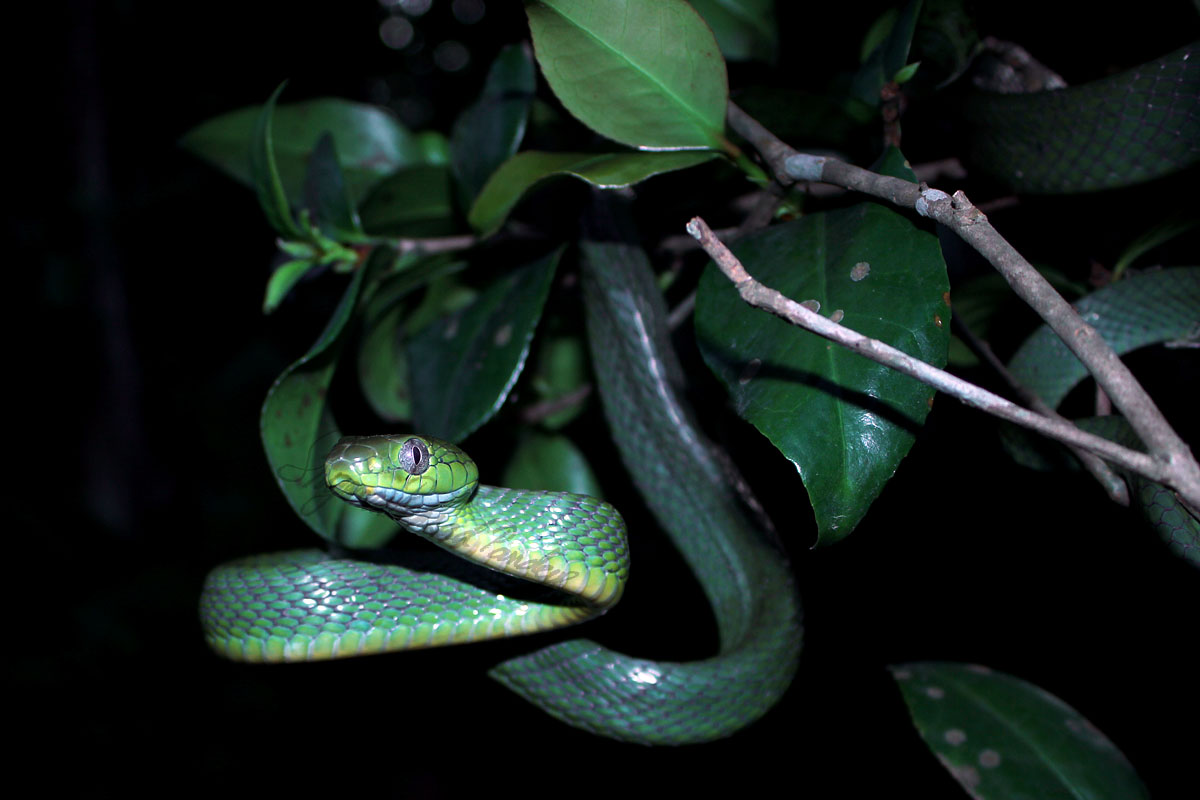
Macskakígyó a lombok között

Esőerdőkben vagy vízben gazdag erdőkben található meg kb. 2000 méter tengerszint fölötti magasságig. Éjszakai életmódot él; napközben egy faodúban rejtőzik vagy ágra tekeredve pihen. Zöld színe kiválóan álcázza a lombok között. Ideje szinte teljes egészét a fákon tölti, hosszú, mozgékony farkával jól tud kapaszkodni az ágakba. Gyíkokkal, madarakkal, tojásokkal, kis kígyókkal, kisemlősökkel táplálkozik. Nem agresszív kígyó, sokszor hagyja megfogni magát. Ha fenyegetik, kitátott szájával és fekete szájpadlásával próbálja elijeszteni támadóját, de csak ritkán marja meg az embert. A hátsóméregfogas siklók közé tartozik, mérge megbénítja zsákmányát. Ha embert mar meg, apró méregfoga a legtöbb esetben nem éri el a bőrt; a harapás helye azonban befertőződhet. Mérge emberre nem veszélyes.
A párzás után 42-50 nappal a nőstény 7-14 tojást rak. Méretük 4 cm x 2,5 cm. A tojások 28 °C-on kb. 85 nap alatt kelnek ki, a fiatal kígyók 30–35 cm-esek.
A zöld macskakígyót terráriumban, díszállatként is tartják. 